# Coppa Acerbo
La Coppa Acerbo fue una carrera de automóviles que se disputaba en Italia. Su nombre homenajeaba a Tito Acerbo, hermano del político fascista Giacomo Acerbo. Tras la derrota de Italia en la Segunda Guerra Mundial y la caída del fascismo, el nombre pasó a ser Circuito de Pescara o Gran Premio de Pescara. 
La carrera se disputó entre 1924 y 1961 y durante esos años fue disputada bajo diferentes regulaciones de clases de vehículos y duraciones de carrera. En 1957 el Gran Premio de Pescara formó parte del calendario de etapas del Campeonato Mundial de Pilotos de Fórmula 1, una carrera que aún hoy mantiene el récord de haber sido disputada en el más largo circuito utilizado nunca para un evento de este campeonato.

## Ganadores
| Año        | Corredor/es                       | Clase                  | Vehículo               | Nombre del título           |               |
| ---------- | --------------------------------- | ---------------------- | ---------------------- | --------------------------- | ------------- |
| 1961       | Lorenzo Bandini Giorgio Scarlatti | Automóviles deportivos | Ferrari 250TRI         | 1961 4h Testa Rosa          |               |
| 1960       | Denny Hulme                       | Fórmula 2              | Cooper T52-BMC         | XXVI Gran Premio di Pescara |               |
| 1958- 1959 | No se corrió.                     | No se corrió.          | No se corrió.          | No se corrió.               |               |
| 1957       | Stirling Moss                     | Fórmula 1              | Vanwall VW5            | XXV Circuito di Pescara     |               |
| 1956       | Robert Manzon                     | Automóviles deportivos | Gordini T15S           | XXIV Gran Premio di Pescara |               |
| 1955       | No se corrió                      | No se corrió           | No se corrió           | No se corrió                |               |
| 1954       | Luigi Musso                       | Fórmula 1/Fórmula 2    | Maserati 250F          | XXV Circuito di Pescara     |               |
| 1953       | Umberto Maglioli Mike Hawthorn    | Automóviles deportivos | Ferrari 375MM          | 2° 12 Ore di Pescara        |               |
| 1952       | Giovanni Bracco Paolo Marzotto    | Automóviles deportivos | Ferrari 250S           | 1° 12 Ore di Pescara        |               |
| 1951       | José Froilán González             | Fórmula 1              | Ferrari 375            | XX Circuito di Pescara      |               |
| 1950       | Juan Manuel Fangio                | Fórmula 1              | Alfa Romeo 158         | XIX Circuito di Pescara     |               |
| 1949       | Franco Rol                        | Automóviles deportivos | Alfa Romeo 6C 2500 SS  | XVIII Circuito di Pescara   |               |
| 1948       | Giovanni Bracco                   | Automóviles deportivos | Maserati A6GCS         | XVII Circuito di Pescara    |               |
| 1947       | Vincenzo Auricchio                | Automóviles deportivos | Stanguellini-Fiat 1100 | XVI Circuito di Pescara     |               |
| 1940- 1946 | No se corrió.                     | No se corrió.          | No se corrió.          | No se corrió.               |               |
| 1939       | Clemente Biondetti                | Voiturette             | Alfa Romeo 158         | XV Coppa Acerbo             |               |
| 1938       | Rudolf Caracciola                 | Gran Premio            | Mercedes-Benz W154     | XIV Coppa Acerbo            |               |
| 1937       | Bernd Rosemeyer                   | Gran Premio            | Auto Union C Typ.      | XIII Coppa Acerbo           |               |
| 1936       | Bernd Rosemeyer                   | Gran Premio            | Auto Union C Typ.      | XII Coppa Acerbo            |               |
| 1935       | Achille Varzi                     | Gran Premio            | Auto Union B Typ.      | XI Coppa Acerbo             |               |
| 1934       | Luigi Fagioli                     | Gran Premio            | Mercedes-Benz W25      | X Coppa Acerbo              |               |
| 1933       | Luigi Fagioli                     | Gran Premio            | Alfa Romeo P3          | IX Coppa Acerbo             |               |
| 1932       | Tazio Nuvolari                    | Gran Premio            | Alfa Romeo P3          | VIII Coppa Acerbo           |               |
| 1931       | Giuseppe Campari                  | Gran Premio            | Alfa Romeo Tipo A      | VII Coppa Acerbo            |               |
| 1930       | Achille Varzi                     | Gran Premio            | Maserati 26M           | VI Coppa Acerbo             |               |
| 1929       | Giuseppe Campari                  | Gran Premio            | Alfa Romeo P2          | V Coppa Acerbo              |               |
| 1928       | No se corrió.                     | No se corrió.          | No se corrió.          | No se corrió.               | No se corrió. |
| 1927       | Giuseppe Campari                  | Gran Premio            | Alfa Romeo P2          | IV Coppa Acerbo             |               |
| 1926       | Luigi Spinozzi                    | Gran Premio            | Bugatti T35            | III Coppa Acerbo            |               |
| 1925       | Guido Ginaldi                     | Gran Premio            | Alfa Romeo RL          | II Coppa Acerbo             |               |
| 1924       | Enzo Ferrari                      | Gran Premio            | Alfa Romeo RL          | I Coppa Acerbo              |               |

- Datos: Q1131293